# NGC 1029
NGC 1029 је лентикуларна галаксија у сазвежђу Ован која се налази на NGC листи објеката дубоког неба.
Деклинација објекта је + 10° 47' 36" а ректасцензија 2h 39m 36,4s. Привидна величина (магнитуда) објекта NGC 1029 износи 13,2 а фотографска магнитуда 14,1. NGC 1029 је још познат и под ознакама UGC 2149, MCG 2-7-24, CGCG 439-24, PGC 10078.